# Ezio Reisoli
Ezio Reisoli (Pontremoli, 17 novembre 1856 – Torino, 26 gennaio 1927) è stato un generale italiano, distintosi durante la guerra italo-turca. Durante le fasi iniziali della prima guerra mondiale fu comandante del II Corpo d'armata, e fu esonerato dal comando per aver difeso l'operato del generale Giovanni Prelli, comandante della 3ª Divisione di fanteria, che di propria iniziativa aveva oltrepassato il fiume Isonzo su un porte di barche, occupando Plava e poi la forte posizione strategica di Quota 383. Decorato con la croce di cavaliere dell'Ordine militare di Savoia, e con la croce al merito di guerra.

## Biografia
Nacque a Pontremoli il 17 novembre 1856. Arruolatosi nel Regio Esercito, arma di artiglieria, nel 1887 passò a far parte del Corpo di Stato maggiore. Il 26 gennaio 1902 fu promosso al grado di colonnello, ed assunse il comando del 91º Reggimento fanteria.  Nel 1904 fu nominato Capo di stato maggiore dell'VIII Corpo d'armata. Nel 1908 fu promosso al grado di maggior generale, e nel 1911 partì per la guerra italo-turca. In Libia si distinse come comandante del presidio di Homs, per aver partecipato alla conquista del Mergheb e di Lebda (27 febbraio 1912) e per la successiva difesa di Derna. Durante il conflitto venne elevato al rango di tenente generale per merito di guerra, e fu insignito del titolo di Commendatore dell'Ordine militare di Savoia. Il 16 maggio 1912 lasciò il comando della Brigata Parma per assumere quello della Brigata Messina.
Per le sue imprese in Libia il 4 maggio 1913 i suoi concittadini gli consegnarono solennemente a Pontremoli una "Spada d'Onore", durante una cerimonia tenutasi presso il Teatro della Rosa, alla presenza di numerose autorità civili e militari.
Alla mobilitazione contro l'Austria-Ungheria, nel maggio 1915, assunse il comando del II Corpo d'armata,  operante in seno alla 2ª Armata del generale Pietro Frugoni. Dopo l'inizio delle ostilità, il giorno 24 dello stesso mese, operò alla testa della sua unità sul medio Isonzo (settore di Plava). 
Il 9 giugno mandò il 37º e il 38º Reggimento della Brigata Ravenna, appartenente alla 3ª Divisione di fanteria del generale Giovanni Prelli, al di là del fiume, lanciando la settimana successiva una serie di attacchi contro le posizioni della Quota 383, difese dalla 1ª Brigata da montagna austro-ungarica al comando del generalmajor Guido Novak von Arienti, operante in seno alla 18ª Divisione di fanteria del generalmajor Eduard Böltz. La collina fu conquistata brevemente il 16 giugno, venendo persa il giorno seguente dopo che il generale Frugoni, ebbe sospeso ulteriori attacchi. Per aver difeso l'operato del generale Prelli, che di propria iniziativa aveva oltrepassato il fiume Isonzo su un porte di barche, occupando Plava e poi la forte posizione strategica di Quota 383, fu esonerato dal comando per decisione del Capo di stato maggiore del Regio Esercito, generale Luigi Cadorna, e nel 1916 passò al comando del Corpo d'armata territoriale di Genova, venendo collocato in congedo assoluto nel corso del 1918.
Tra il settembre del 1923 e il marzo del 1924 fu Commissario prefettizio del Comune di Trapani. Si spense a Torino il 26 gennaio 1927, e la salma fu sepolta nel cimitero di Verdeno a Pontremoli, tumulata vicino a quella della madre. Dopo la sua morte il comune natale gli ha intitolato una strada nel quartiere extra moenia di Verdeno.

### Annotazioni
1. ↑  Regio Decreto del 7 marzo 1912.
2. ↑  La 3ª Divisione di fanteria dovette essere ritirata dal fronte, in quanto i suoi reparti, che avevano riportato perdite ingenti, erano stremati.

### Fonti
1. ↑  Gazzetta Ufficiale del Regno d'Italia n.46 del 25 marzo 1902.
2. 1 2  Stephenson 2014, p. 139.
3. ↑  Giglio 1972, p. 9.
4. ↑  Stephenson 2014, p. 201.
5. ↑  Gazzetta Ufficiale del Regno d'Italia n.76 del 29 marzo 1912.
6. ↑  Gazzetta Ufficiale del Regno d'Italia n.75 del 5 maggio 1913.
7. 1 2  Cavallaro 2009, p. 144.
8. ↑  Schindler 2001, p. 50.
9. 1 2  Schindler 2001, p. 51.
10. ↑  Schindler 2001, p. 49.
11. ↑  Schindler 2001, p. 52.
12. ↑  Sito web del Quirinale: dettaglio decorato.
13. ↑   Bollettino ufficiale delle nomine, promozioni e destinazioni negli ufficiali e sottufficiali del R. esercito italiano e nel personale dell'amministrazione militare, 1922,  p. 2695. URL consultato il 14 settembre 2019.
14. ↑  Gazzetta Ufficiale del Regno d'Italia n.75 del 30 marzo 1914.
15. ↑  Gazzetta Ufficiale del Regno d'Italia n.15 del 20 gennaio 1915.